# Agrilus dukuduku
Agrilus dukuduku é uma espécie de inseto do género Agrilus, família Buprestidae, ordem Coleoptera.
Foi descrita cientificamente por Curletti, 2004.